# Melena (mitología)
En la mitología griega, Melena o Melana  (en griego antiguo: Μέλαινα, romanizado: Mélaina, femenino en griego antiguo: μέλᾱς, romanizado: mélās "negro, oscuro", pronunc. Melena) fue una de las ninfas náyades. Pausanias nos dice que Melena es hija de dios fluvial Cefiso y que unida a Apolo engendró al epónimo Delfo. El mismo autor dice que otra opción para la madre de Delfo pudiera ser Tuya, hija del autóctono Castalio. En un escolio se la denomina como Melanis o Melánide y también se la imagina como hermana de Celeno. En esa fuente ambas muchachas son hijas del rey Híamo y de Melantea, la hija de Deucalión.
Parece que Melena era mencionada con la grafía «Melera» en una fuente tardía y corrupta, en donde era descrita como hija de Zeus y de Protogenia o Pandora (el texto no lo especifica), una de las hijas de Deucalión.